# Tipula (Eumicrotipula) jacobsiana
Tipula (Eumicrotipula) jacobsiana is een tweevleugelige uit de familie langpootmuggen (Tipulidae). De soort komt voor in het Neotropisch gebied.